# Cyclomaaier
Een cyclomaaier is een maaimachine met langs een trommel draaiende messen voor het maaien van gras. In 1964 werd, door Piet Zweegers jr., de cyclomaaier uitgevonden en door de firma PZ Zweegers voor het eerst op de markt gebracht. Er werden licentie-overeenkomsten gesloten met Fahr, voor de trommels, en met Kuhn, voor de messen. De messen moeten voor het maaien een minimale snelheid hebben van 85 m/s. Cyclomaaiers worden voor of achter een tractor gehangen en aangedreven door de aftakas of ze zijn zelfrijdend.
Cyclomaaiers zijn weinig storingsgevoelig en onderhoudsarm. Er kan snel mee worden gemaaid en er kan ook een grote breedte in een keer meegenomen worden. Door de snel roterende delen is de maaier zwaar uitgevoerd, waardoor veel vermogen gevraagd wordt. In vergelijking met de maaibalk treedt er ook meer verontreiniging van het maaisel met grond op. Ook kunnen dieren door de hoge rijsnelheid gemakkelijk in aanraking komen met de draaiende messen.

## Uitvoeringen
- Trommels onder de aandrijfbalk. Hierbij wordt een goed zwad verkregen, doordat de trommels naar binnen draaien en waardoor er bij het terugrijden over de stoppel gereden kan worden. Onder moeilijke maaiomstandigheden geeft dit type nog een goed resultaat. Vaak zit dit type voor op de tractor. De werkbreedte ligt tussen de 1,50 en 3,00 m.
- Trommels boven op de aandrijfbalk.[1] Hierdoor is een lichtere bouw mogelijk dan bij trommels op de aandrijfbalk en is een grotere werkbreedte mogelijk. Meestal wordt bij deze cyclomaaier een kneuzer gebruikt voor het sneller laten drogen van het maaisel. De werkbreedte ligt tussen 1,20 m en 3,50 m. Getrokken machines kunnen een werkbreedte hebben tot 5 m.
- Maaieenheden bestaande uit drie aparte cyclomaaiers. Ze kunnen op een tractor zitten aan de driepuntsophanging of door een aparte motor aangedreven worden. Meestal zitten er ook kneuzers op. Ze zijn duur en alleen voor loonbedrijven rendabel.

Trivia

In de roman Joe Speedboot (2005) van Tommy Wieringa wordt de hoofdpersoon Fransje Hermans overreden door een cyclomaaier.

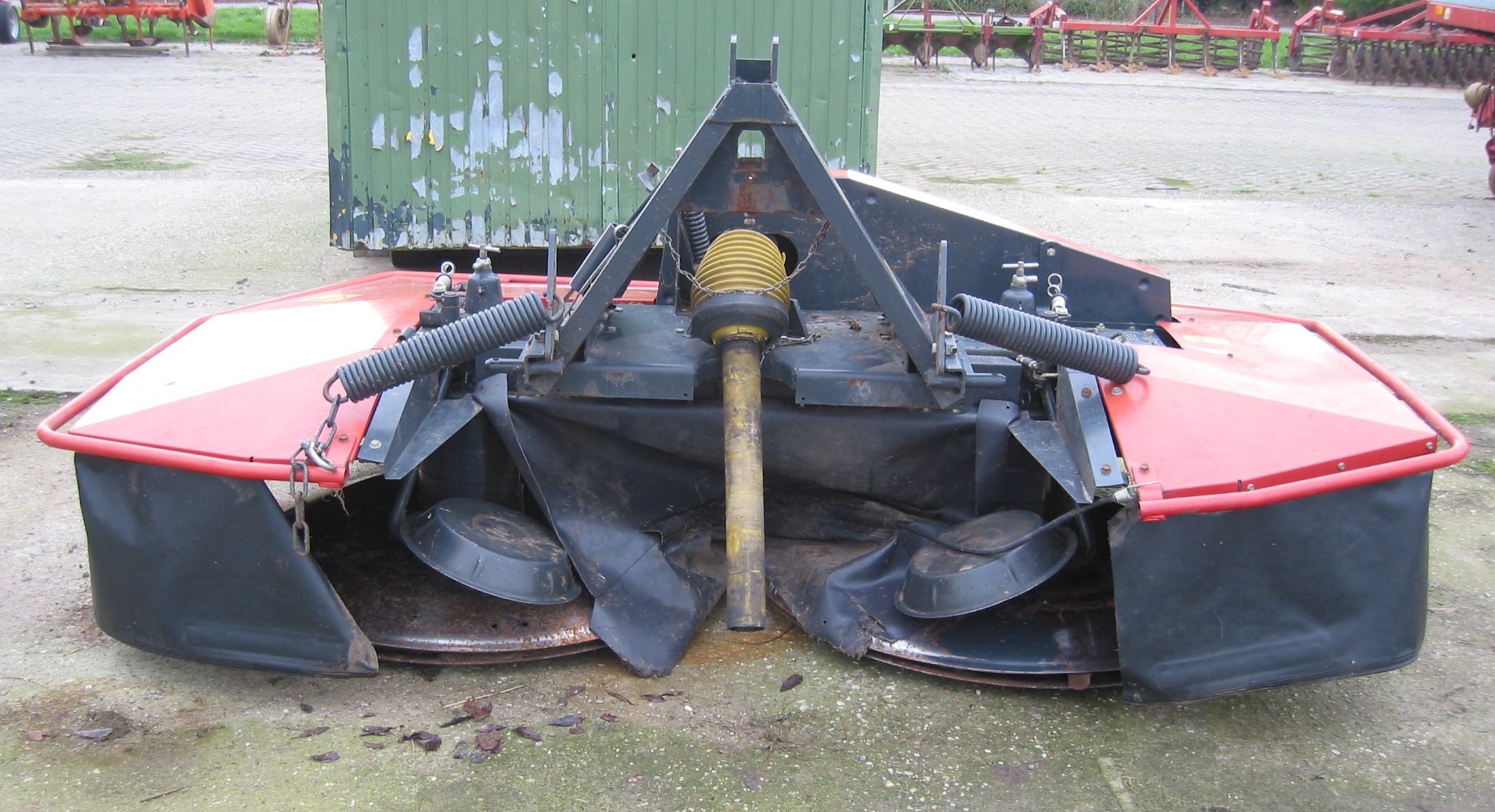
Cyclomaaier voor aan de voorkant van een tractor
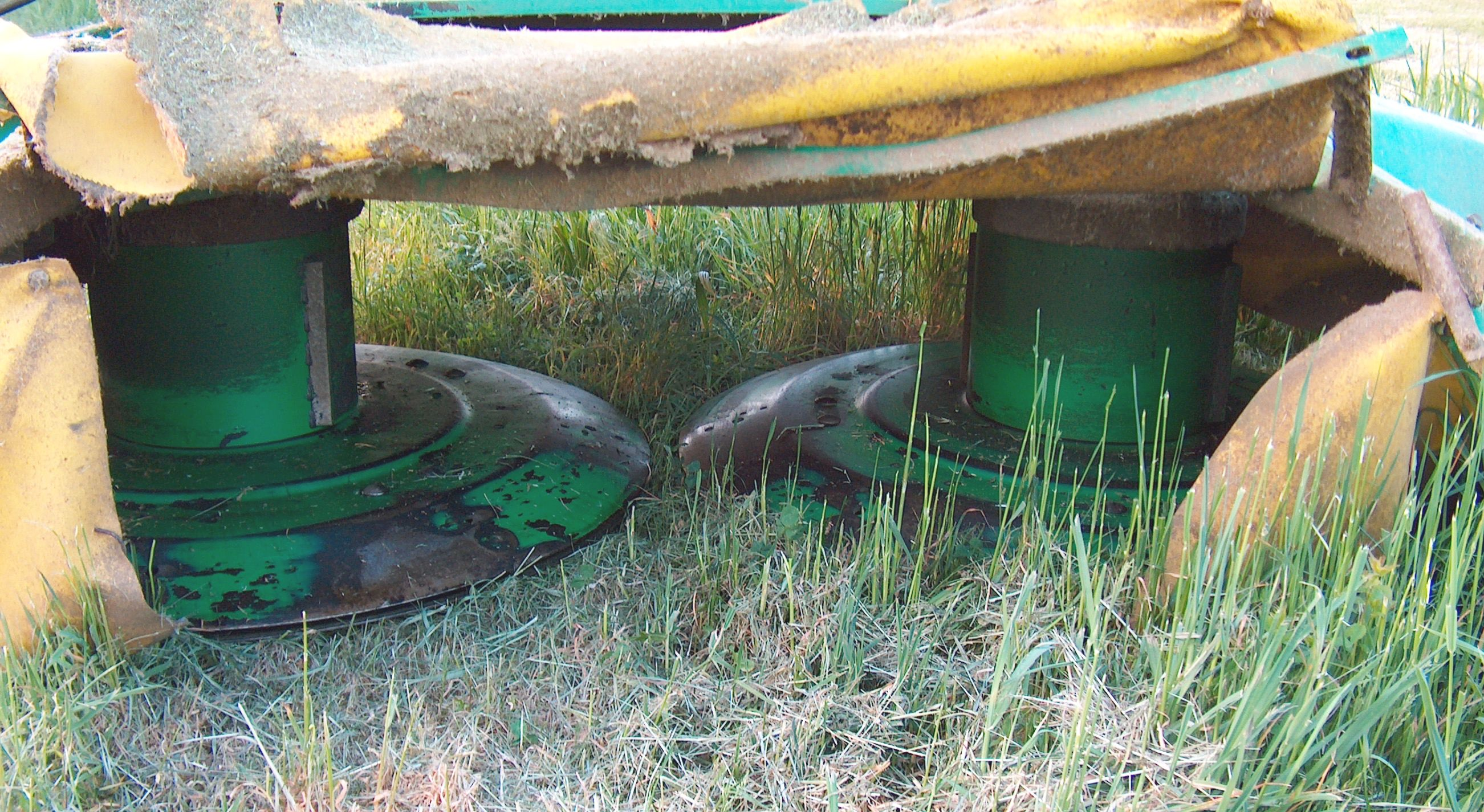
Cyclomaaier met omhooggeklapte afscherming; de trommels zitten onder de aandrijfbalk
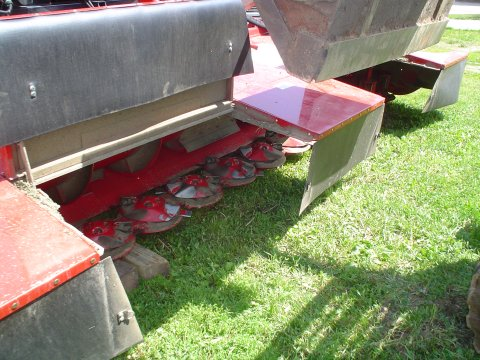
Cyclomaaier met boven op de aandrijfbalk gemonteerde trommels
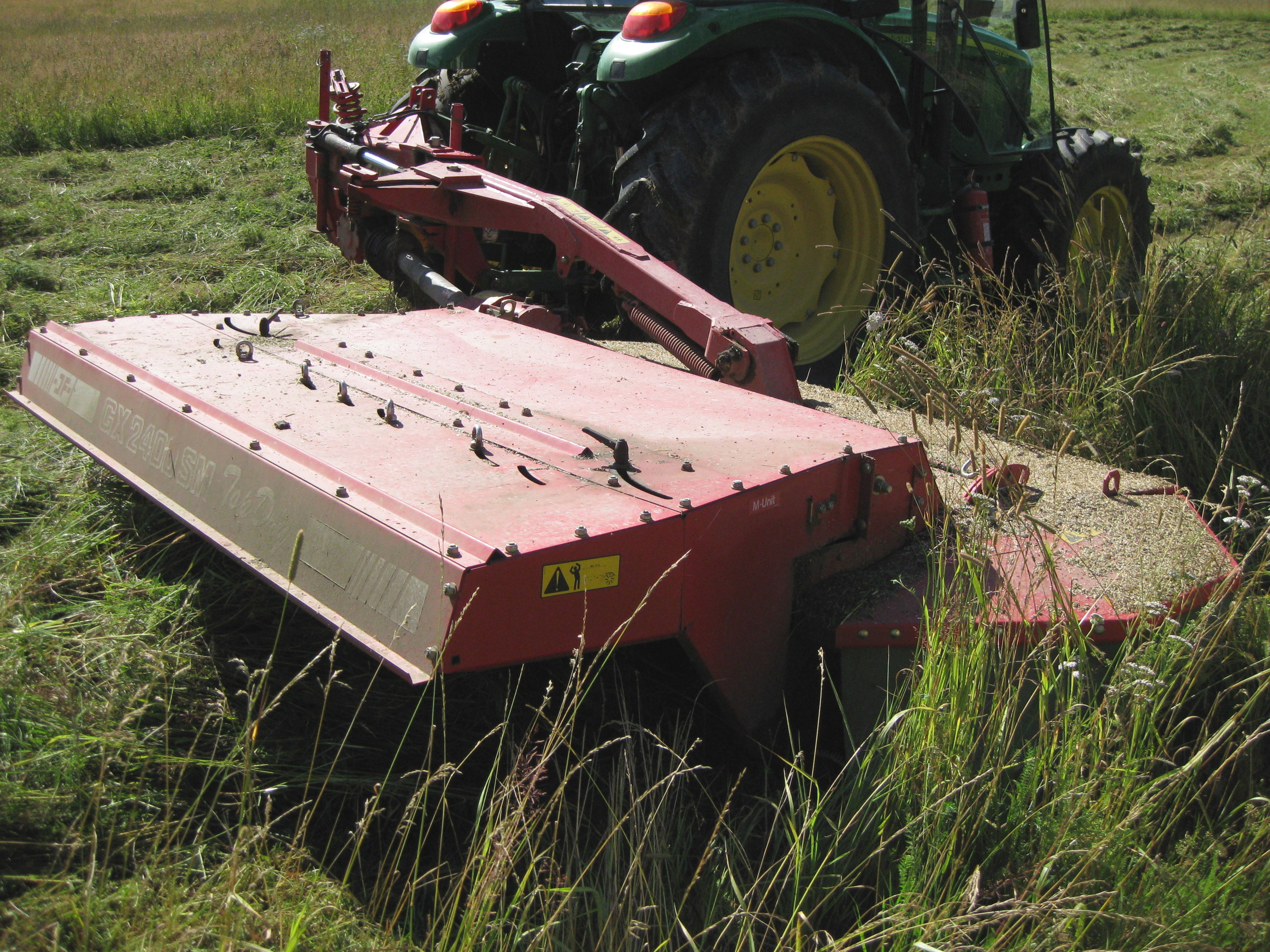
Cyclomaaier met kneuzer
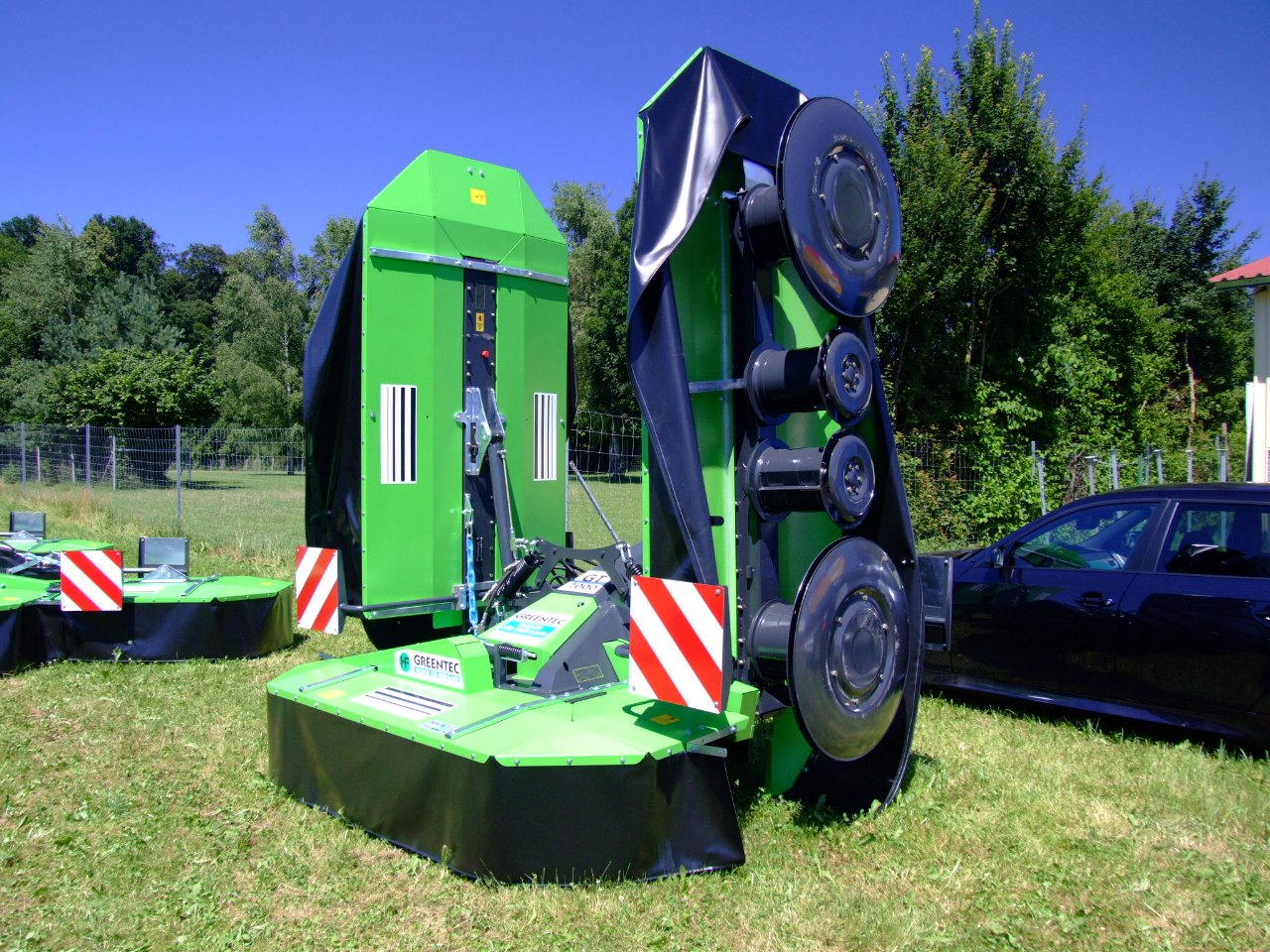
Maaieenheid met drie cyclomaaiers
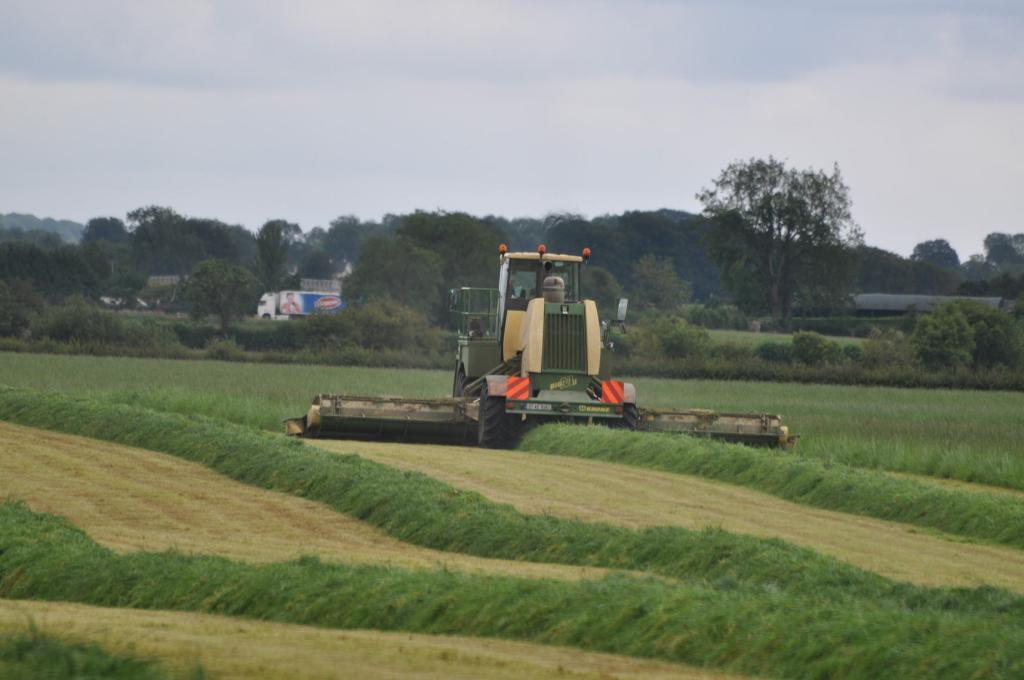
Maaieenheid met zwadlegger